# Saint-Hilaire-en-Lignières

Saint-Hilaire-en-Lignières este o comună în departamentul Cher, Franța. În 1 ianuarie 2022 avea o populație de 496 de locuitori.